# Physcomitrium platyphylloides
Physcomitrium platyphylloides là một loài Rêu trong họ Funariaceae. Loài này được Paris mô tả khoa học đầu tiên năm 1905.